# Népzenekultúra Erdélyben
Népzenekultúra Erdélyben – a természeténél fogva ösztönös, szájhagyományozás útján terjedő és alakuló népzene (Bartók Béla gyakori szóhasználatában „parasztzene”) tudatos terjesztésre alapozott művelése.

## Népzenekultúra Erdélyben 1945-ig
Románia sok magyarlakta vidékén, különösen a Székelyföldön és a csángó falvakban, továbbá a Mezőségen és Kalotaszegen az ún. új és vegyes stílus mellett a magyar népdal régi stílusa is él még a falusi nép ajkán. Gazdag és változatos népzenekincsünk felgyűjtését, tanulmányozását és közlését a századforduló éveiben Seprődi János kezdte el, majd Vikár Béla, Bartók Béla, Kodály Zoltán, Lajtha László, Domokos Pál Péter, Járdányi Pál és mások folytatták. Ezek a tudományos szempontból korszakjelző vállalkozások a két világháború között megalapozták a kibontakozó erdélyi népzenekultúrát. A falu megismertetését szorgalmazó ifjúsági mozgalmak és az ügyért kiálló folyóiratok (Ifjú Erdély, Erdélyi Fiatalok, Kévekötés), valamint egyes, Bartók és Kodály népdalfeldolgozásait propagáló előadóművészek (Ferenczy Zsizsi, Szabó Géza, Nagy István, Benedek Kálmán) közvetítésével került kapcsolatba a zenekutatás a népzenével, annak ellenére, hogy a konzervatív Romániai Magyar Dalosszövetség sokáig elutasító magatartást tanúsított az eredeti népzenével szemben. A népzene körének kiszélesítésében jelentős szerepet játszott a nyolc kiadást megért kiadvány, A mi dalaink (1936-43).

## Népzenekultúra Erdélyben a II. világháború után
Az általános zeneoktatásban 1945 után rögtön súlyt nyert a népzene, a felsőfokú zenészképzésben önálló tantárgyként honosult meg a folklór. 1949-ben alakult meg a Folklór Intézet kolozsvári osztálya, mely ma a Román Akadémia kutatóintézete, s a román mellett a romániai magyar népzene gyűjtését és tudományos feldolgozását is feladatának tartja. Itt őrzik Jagamas János gyűjtésének nagy részét, itt dolgozik főkutatói beosztásban Almási István, akinek A mi dalaink hagyományát folytató Tavaszi szél vizet áraszt c. népdalantológiája (1972) bővített második kiadásban is megjelent (1982). Marosvásárhelyen már 1957-ben megalakult az Állami Népi Együttes a hiteles forrásból merített népi tánc és zene magas színvonalú színpadi művelésére. Az intézmény sajátos műfajokat honosított meg és karolt föl: a népdal-, ill. néptáncszvitet, a népballada-feldolgozás különböző válfajait. Számos romániai magyar zeneszerző komponált az együttes számára. A művelődési otthonoknak, valamint a népi alkotások házainak az egész országot átfogó intézményhálózata gondoskodott a színpadra vitt népi művészet műkedvelői térhódításáról. Értékes szerepet játszottak a terjesztésben Demény Piroska rádióműsorai.
Az 1970-es évek vége felé a táncházmozgalom keretében támadt fel a népzenekultúra új hulláma. Kibontakozására anyaországi példák mellett Kallós Zoltán volt nagy hatással. A táncházzenekarok – Csíkszeredában a Barozda Archiválva 2012. augusztus 18-i dátummal a Wayback Machine-ben, Székelyudvarhelyen a Venyige, Marosvásárhelyen a Regösök, Kolozsvárott a Bodzafa és az Ördögszekér – a hiteles népzenét nem zeneszerzői feldolgozásban, hanem a népi eredetit minél inkább megközelítő előadásban játsszák, ill. énekelik, nem színpadon, hanem klubtermekben, ahol a városi fiatalság népdalokat és népi táncokat tanul és ad elő a maga épülésére és gyönyörűségére, alkalomszerűen népviseletben. 1977-ben a Román Televízió magyar adása Kaláka című műsorával állott a mozgalom mellé. 1978-ban Székelyudvarhelyen szervezték meg az első országos táncháztalálkozót. Az Electrecord hanglemezház több táncházlemezt adott ki. Gyermektáncházak alakultak. Középiskolások táncházából jött létre a kolozsvári Brassai Sámuel Líceum Bogáncs nevű népi együttese. A táncházak közösségteremtő ereje s kivált az a tény, hogy a román ifjúságnak nincs hasonló népzenei-néptáncos mozgalma, a hivatalos művelődésirányítás szemében gyanússá tette a magyar jelenséget. Az 1980-as években egyre inkább gátolták, 1983-ban be is tiltották a táncháztalálkozót, majd a Televízió magyar adásának megszüntetésével országos nyilvánosság, összehangoló fórum nélkül maradt és magánlakásokba szorult vissza.

## Népzenekultúra Erdélyben 1989 után
Az 1989-es romániai forradalom után a tiltások megszűntek. Az országhatár megnyitása következtében sok anyaországi fiatal utazik a Székelyföldre, a Mezőségre vagy Kalotaszegre népzenét és néptáncot tanulni. Népi tánc- és népzenei táborokat tartanak évről évre Válaszúton, Kalotaszentkirályon, Széken. Az 1990-ben alapított sepsiszentgyörgyi Háromszék nevű együttes és a csíkszeredai Hargita Népi Együttes a táncházmozgalom eszményeinek jegyében viszi színpadra a folklórt. Az annyi kárt szenvedett romániai magyar népzenekultúra igyekszik behozni kényszerű lemaradásait.